# Bořetín (Vysočina)
Bořetín è un comune della Repubblica Ceca facente parte del distretto di Pelhřimov, nella regione di Vysočina.